# Яель Коен-Паран
Яель Коен-Паран (івр. יעל כהן-פארן , народилася 12 жовтня 1973 року) — ізраїльська екологічна і політична діячка, співголова Зеленого руху. З 2015 по 2019 рік була членом Кнесету від Сіоністського союзу.

## Біографія
Під час своєї національної служби в Силах оборони Ізраїлю Коен-Паран була офіцеркою розвідки підрозділу 8200. Вона здобула ступінь бакалаврки з фізики в Єврейському університеті в Єрусалимі, а потім отримала ступінь магістерки в Університеті Бен-Ґуріона в Негеві. Однак потім вона переїхала до Тель-Авівського університету, щоб отримати ступінь магістерки державної політики.
У 2007 році Коен-Паран заснувала Ізраїльський енергетичний форум, ставши його генеральним директором. Вона представляла Ізраїль на конференціях ООН зі зміни клімату в 2002, 2007 і 2009 роках.
Вона приєдналася до Руху зелених і посідала восьме місце в спільному списку Меймада та Зеленого руху на виборах у Кнесет 2009 року, але альянсу не вдалося отримати місце. У липні 2013 року стала співголовою Зеленого руху. Перед виборами 2015 року вона була на 25-му місці в списку Сіоністського Союзу, місце відведене для кандидата, обраного лідером Хатнуа Ципі Лівні. Хоча альянс отримав лише 24 місця, вона увійшла до Кнесету 25 листопада 2015 року як заміна Дені Атара після того, як він був обраний головою Єврейського національного фонду.